# Manfred Schuster (Schauspieler)
Manfred Igo Schuster (* 4. November 1919 in Villach; † 30. November 1994 in Berlin) war ein österreichischer Schauspieler, Synchron- und Hörspielsprecher.

## Leben
Manfred Schuster wurde am 4. November 1919 als Sohn des Kaufmanns Simon Schuster (* 27. September 1888 in Emmersdorf bei Rosegg (Pfarre Lind ob Velden); † 20. Juli 1965 in Villach) und dessen Ehefrau Theresia (geborene Schauer; * 12. Oktober 1890 in Stallhof bei Stainz; † 21. Dezember 1975 in Villach) in Villach geboren und am 20. November auf den Namen Manfred Igo getauft. Seine Eltern hatten am 5. Juni 1912 in der Pfarre Villach-St. Nikolai geheiratet. Sein zweiter Vorname stammt von seinem Onkel Igo Schuster, einem Beamten der Oesterreichisch-ungarischen Bank.
Nach über einem Jahrzehnt Theaterarbeit begann Schuster seine Filmkarriere 1949 mit dem österreichischen Drama Duell mit dem Tod (auch Am Rande des Lebens) von Paul May. Seitdem war er recht selten in Film und Fernsehen zu sehen; bis in die 70er Jahre lassen sich dafür viele Rollen in Theaterstücken an Wiener, Hamburger und Berliner Bühnen nachweisen. 1958 war Schuster Hauptdarsteller im türkischen Film Karasu, 1982 zeigte er sich in der Berliner Fernsehproduktion Single liebt Single an der Seite vieler bekannter Synchronschauspieler und ein Jahr später spielte er den kaiserlichen Minister Franz Anton Graf von Kolowrat-Liebsteinsky im Kinofilm Frühlingssinfonie von Peter Schamoni an der Seite von Rolf Hoppe und Nastassja Kinski.
Manfred Schuster war zudem sehr umfangreich in der Synchron- und Hörspielbranche tätig. Zwischen 1954 und 1992 war er in über 100 Filmen und Serien zu hören, darunter in seiner größten Rolle als Graf Orsini-Rosenberg in der ersten Synchronisation des Klassikers Amadeus. Zumeist war Schuster nur in Kleinst- und Nebenrollen (als sogenannter Take-Löhner) zu hören, sehr oft unter der Regie von Dietmar Behnke und Horst Balzer bei der Berliner Synchron GmbH (BSG). Zu den prominentesten Schauspielern, denen Schuster seine Stimme lieh, gehören Lee Van Cleef (in Cannonball-Fieber), Jean-Pierre Aumont (in F wie Fälschung) und John van Dreelen (in Hart aber herzlich). Daneben sprach er einen Rechtsanwalt in Hitchcocks Thriller Frenzy, einen Sklavenhalter in Fellinis Satyricon, Richter bzw. Reporter in Frances bzw. Gandhi und war in Episodenrollen in Serien wie Twilight Zone, Mit Schirm, Charme und Melone, Remington Steele und Die Bill Cosby Show zu hören. Zudem lieh Schuster deutschen Schauspielern, die nachsynchronisiert werden mussten, seine Stimme, darunter einem bayerischen Touristen in der Heinz-Erhardt-Komödie Das kann doch unsren Willi nicht erschüttern oder Kurd Pieritz in zwei Szenen des Bryan-Edgar-Wallace-Films Das Ungeheuer von London-City.
Das Haupttätigkeitsfeld Manfred Schusters war jedoch für fast fünf Jahrzehnte die Welt des Hörspiels. Spätestens seit 1945 arbeitete er für den ORF, sein Umzug nach West-Berlin um 1960 führte dann zur kontinuierlichen Mitarbeit an Produktionen des RIAS und des SFB. Für heutige Hörer hervorzuheben sind seine Auftritte in den kommerziellen Produktionen des Berliner Labels Kiosk, vor allem Benjamin Blümchen und Bibi Blocksberg. Am bekanntesten dürfte seine wiederkehrende Rolle als Schuldirektor der Junghexe Bibi Blocksberg sein. Schusters markante und warme Stimme besitzt nicht zuletzt aufgrund seines österreichischen Dialektes einen sehr hohen Wiedererkennungswert.
Manfred Schuster beendete seine Karriere vermutlich 1992. Seine letzten dokumentierten Arbeiten waren Nebenrollen in Kinderhörspielen unter der Regie von Ulli Herzog, z. B. Am Sonntag ist Tina-Sonntag, und zwei kleine Sprechrollen in der Synchronisation von Rache ist süß (1941) mit Rosalind Russell und Walter Pidgeon.
Manfred Schuster starb am 30. November 1994 im Alter von 75 Jahren in Berlin und fand seine letzte Ruhe auf dem Friedhof Zehlendorf.

## Filmografie
- 1949: Duell mit dem Tod
- 1955: 08/15 Zweiter Teil
- 1956: Pulverschnee nach Übersee
- 1958: Caféhaus Payer (TV)
- 1958: Karasu
- 1964: Das Ungeheuer von London-City (Stimme)
- 1964: Mit den besten Empfehlungen (TV)
- 1965: Das Fernsehgericht tagt (Fernsehserie, 2 Episoden)
- 1968: Sein Traum vom Grand Prix (Fernsehserie, 2 Episoden)
- 1970: Das kann doch unsren Willi nicht erschüttern (Stimme)
- 1971: Liliom (TV)
- 1972: Typisch Tantchen (Fernsehserie)
- 1972: Das Jahrhundert der Chirurgen (Fernsehserie, Episode Reine Hände)
- 1976: Die Hebamme (TV)
- 1980: Wenn's nach mir ginge (Fernsehserie, Episode Staatliche Dienste – Private Dienste)
- 1980: Drei Damen vom Grill (Fernsehserie, Episode Der Musterpatient)
- 1982: Single liebt Single (TV)
- 1983: Frühlingssinfonie
- 1988: Geheime Reichssache (TV-Mehrteiler, Episode Zwei aus dem Weg)

## Synchronrollen (Auswahl)
- 1962: Von Stadt zu Stadt – Snapper
- 1965: Das zehnte Opfer – Nachrichtensprecher
- 1967: Barfuss im Park – Frank
- 1967: für Eric Sykes in Der Spion mit der kalten Nase – Wrigley
- 1967: für Tim Barrett in Die tödlichen Bienen – Harcourt
- 1973: Die Schlange – Gilles de la Rue
- 1975: für Ford Rainey in Tödliche Diagnose – Dr. Patterson
- 1975: für John Davis Chandler in Capone – Hymie Weiss
- 1976: für William Bryant in Sag' ja zur Liebe – Colonel
- 1980: für Gary Allen in Meine liebe Rabenmutter – Jimmy
- 1984: für Charles Kay in Amadeus – Graf Orsini-Rosenberg
- 1984: für John van Dreelen in Hart aber herzlich – Henri Beaumont
- 1989: für Georg Kövary in Recht, nicht Rache – Baron

## Hörspiele (Auswahl)
Benjamin Blümchen
- 1977: Benjamin, der erste Wetterelefant (1) – Stadtrat
- 1977: Benjamin rettet den Zoo (2) – Ulrich Umsatz
- 1981: Benjamin im Krankenhaus (13) – Oberarzt
- 1981: Benjamin im Urlaub (15) – Mann
- 1981: Benjamin träumt (16) – Ottos Mathematiklehrer
- 1981: Benjamin auf Skiurlaub (17) – Verkäufer
- 1982: Benjamin und Bibi Blocksberg (20) – Pilot
- 1983: Benjamin als Koch (23) – Geschäftsführer
- 1983: Benjamin auf dem Bauernhof (27) – Bauer Humpe
- 1983: Benjamin als Feuerwehrmann (31) – Feuerwehrmann

Bibi Blocksberg
- 1980: Hexen gibt es doch! (1) – Polizist
- 1980: Hexerei in der Schule (2) – Schuldirektor
- 1980: Die Zauberlimonade (3) – Mann am Limonadenstand
- 1980: Bibi und der Bankräuber (4) – Bankdirektor
- 1980: Ein verhexter Urlaub (5) – Hoteldirektor
- 1982: Die Kuh im Schlafzimmer (6) – Bauer
- 1983: Die schwarzen Vier (15) – Schuldirektor
- 1983: Das Schulfest (16) – Schuldirektor
- 1985: Die Schnitzeljagd (26) – Schuldirektor
- 1986: Bibi darf nicht hexen (34) – Versteigerer
- 1987: Bibi und die Weihnachtsmänner (38) – Willi, österreichischer Weihnachtsmann

Jan Tenner
- 1981: Gefahr aus dem All (4) – Mailer
- 1981: Gefährliche Insel (5) – Fischer
- 1983: Der wahnsinnige Professor (10) – 2. Leibwächter
- 1983: Entführung ins All (12) – Gruber Miller
- 1982: Fluch der Silberkugel (13) – Gary

Professor van Dusen
- 1979: Die Perlen der Kali (6) – Lord Wildermere
- 1987: Professor van Dusen und der schwarze Ritter (46) – Professor Lancelot

Sonstige
- 1945: Im weißen Rössl (NWDR)
- 1946: Tartuffe (NWDR)
- 1946: Der Bauer als Millionär (ORF)
- 1949: Götz von Berlichingen (ORF)
- 1952: Die Cocktail-Party (ORF)
- 1956: Der Hochzeitsgast (ORF)
- 1967: Wir sind noch einmal davongekommen (RIAS)
- 1971: Der Weg ins Freie (RIAS)
- 1972: Das Diadem (RIAS)
- 1975: Die gar köstlichen Folgen einer mißglückten Belagerung (SFB/WDR/HR)
- 1979: Tam Tam ganz groß (SFB)
- 1981: Die kleinen Detektive – Der Überfall
- 1983: Tennis-Match zu dritt (ORF)
- 1986: Vernissage im Souterrain (SDR)
- 1986: Erik und Roderik (SFB)
- 1987: Guten Tag, lieber Wal (SFB)
- 1987: Für Mama zum Muttertag (SFB)
- 1987: Am Ende des Weges – Die Reise von Günter Anders (SFB)
- 1988: Anarchie bei der BBC oder Der große Rock'n Roll-Schwindel (RIAS)
- 1991: Am Sonntag ist Tina-Tag (SFB)